# Sprengel Calenberg-Hoya
Der Sprengel Calenberg-Hoya war ein historischer Verwaltungsbezirk der Evangelisch-lutherischen Landeskirche Hannovers, der von 1957 bis 2007 bestand. Er umfasste zuletzt die Kirchenkreise Grafschaft Schaumburg, Hameln-Pyrmont, Hoya, Nienburg, Springe, Stolzenau-Loccum und Syke.

## Geschichte
Infolge der Aufhebung der vier früheren Generalsuperintendenturen und der Ernennung von „Landespröpsten“ durch die Deutschen Christen (1934) ernannte Landesbischof August Marahrens seinerseits sieben Bischofsvikare, die den Auftrag erhielten, nebenamtlich die Gemeinschaft der Pastoren zu fördern, die Pfarrkonvente zu besuchen und Gemeinden zu visitieren. Als der Machtkampf zwischen den Deutschen Christen und dem Landesbischof zugunsten des letzteren entschieden war, wurde an Stelle der Bischofsvikare am 15. Juni 1936 das Amt des Landessuperintendenten geschaffen, der die geistliche Aufsicht innerhalb eines Sprengels übernahm.
Die Sprengelgrenzen orientierten sich zunächst an den Grenzen der historischen Landschaften des Königreichs Hannover. 1957 kam es zu einer Reform der Sprengel; der bisherige Sprengel Verden-Hoya wurde aufgelöst und seine Kirchenkreise anderen Landessuperintendenturen zugewiesen. Dabei wurden die Kirchenkreise Hoya, Nienburg, Stolzenau und Syke an den bisherigen Sprengel Calenberg abgegeben. Dessen vier hannoverschen Kirchenkreise (Hannover I-III und Hannover-Linden) wurden herausgelöst und zum Sprengel Hannover vereinigt, der Kirchenkreis Sulingen ging an Osnabrück und die bisherigen Calenberger Kirchenkreise Bodenwerder und Coppenbrügge wurden dem Sprengel Hildesheim zugeschlagen. Der neu entstandene Sprengel erhielt nun die Bezeichnung Calenberg-Hoya, erster Landessuperintendent wurde am 1. April 1957 Johannes Schulze.
1969 wurden die Kirchenkreise Neustadt am Rübenberge, Pattensen, Ronnenberg und Wunstorf aus dem Sprengel herausgelöst und dem Sprengel Hannover angegliedert.
Dienstsitz des Landessuperintendenten wurde zunächst Hannover. Im Jahr 1969 wurde er nach Celle verlegt, 1977 nach Nienburg.
2001 wurde ein Teil des Kirchenkreises Springe dem Kirchenkreis Laatzen-Pattensen im Sprengel Hannover zugeschlagen, der in der Folge neu benannt wurde in Kirchenkreis Laatzen-Springe. Ein weiterer Teil wurde dem Kirchenkreis Ronnenberg zugeschlagen. Das in Springe ansässige Kirchenkreisamt wurde mit dem Amt in Ronnenberg stufenweise zusammengelegt, die dortige Superintendentur aufgelöst.
2007 wurde der Sprengel aufgelöst.

## Landessuperintendenten
- 1. April 1957 – 31. Januar 1969 Johannes Schulze DD
- 1. Februar 1969 – 31. März 1971 Vakanz; Vakanzvertretung durch: Hans-Helmut Peters, Landessuperintendent von Celle[3]
- 1. April 1971 – 31. Juli 1976 Hans-Helmut Peters
- 15. September 1976 – 1984 Dr. Günter Linnenbrink
- 1. November 1984 – 31. Dezember 1999 Hein Spreckelsen
- 1. März 2000 – 31. Oktober 2006 Arend de Vries
- 1. November 2006 – 30. Juni 2007 Vakanz; Vakanzvertretung durch: Doris Janssen-Reschke, Landessuperintendentin von Osnabrück[3]